# Amarpur, Tripura
Amarpur là một thị xã và là một nagar panchayat của quận South Tripura thuộc bang Tripura, Ấn Độ.

## Địa lý
Amarpur có vị trí 23°32′B 91°38′Đ / 23,53°B 91,64°Đ Nó có độ cao trung bình là 24 mét (78 feet).

## Nhân khẩu
Theo điều tra dân số năm 2001 của Ấn Độ, Amarpur có dân số 10.863 người. Phái nam chiếm 54% tổng số dân và phái nữ chiếm 46%. Amarpur có tỷ lệ 80% biết đọc biết viết, cao hơn tỷ lệ trung bình toàn quốc là 59,5%: tỷ lệ cho phái nam là 84%, và tỷ lệ cho phái nữ là 76%. Tại Amarpur, 9% dân số nhỏ hơn 6 tuổi.